# Nephepeltia flavifrons
Nephepeltia flavifrons är en trollsländeart som först beskrevs av Karsch 1889.  Nephepeltia flavifrons ingår i släktet Nephepeltia och familjen segeltrollsländor. Inga underarter finns listade i Catalogue of Life.